# Daone
Daone (deutsch veraltet: Don) ist eine Fraktion der Gemeinde (comune) Valdaone und war bis 2014 eine selbständige Gemeinde im Trentino in der autonomen Region Trentino-Südtirol.

## Geografie
Daone liegt etwa 40,5 Kilometer westsüdwestlich von Trient auf 767 m. s. l. m. am Fluss Chiese im gleichnamigen Val Daone (deutsch Daone Tal) in den Inneren Judikarien.

## Geschichte
Mit Wirkung zum 1. Januar 2015 wurde Daone mit den Gemeinden Bersone und Praso zur neuen Gemeinde Valdaone zusammengeschlossen.
Die Gemeinde Daone hatte am 31. Dezember 2013 587 Einwohner auf einer Fläche von 158,6 km². Das Gemeindegebiet grenzte unmittelbar an die Provinz Brescia (Lombardei). Nachbargemeinden waren Bersone, Breguzzo, Breno (BS), Castel Condino, Ceto (BS), Cevo (BS), Cimego, Condino, Lardaro, Massimeno, Pelugo, Praso, Roncone, Saviore dell’Adamello (BS), Spiazzo, Strembo und Villa Rendena.
In Daone befindet sich der Gemeindesitz der Gemeinde Valdaone.